# Benjamin Williams (Politiker, 1751)

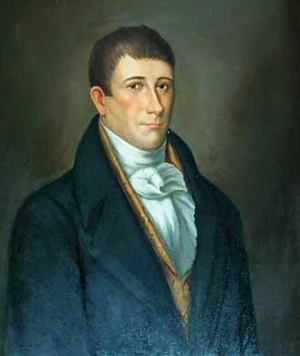
Benjamin Williams

Benjamin Williams (* 1. Januar 1751 im Johnston County, Province of North Carolina; † 20. Juli 1814 im Moore County, North Carolina) war ein US-amerikanischer Politiker und elfter sowie 14. Gouverneur des Bundesstaates North Carolina.

## Frühe Jahre
Benjamin Williams besuchte die örtlichen Schulen seiner Heimat und wurde anschließend Farmer. Ab 1774 war er politisch tätig. In diesem Jahr war er Delegierter zum ersten revolutionären Konvent von North Carolina. Nach dem Ausbruch des Unabhängigkeitskrieges trat er einem Regiment aus North Carolina bei. Im Verlauf des Krieges brachte er es bis zum Oberst (Colonel).

## Kongressabgeordneter und Gouverneur
Nach dem Krieg setzte Williams seine politische Karriere fort. Zwischen 1779 und 1789 war er mit Unterbrechungen abwechselnd im Abgeordnetenhaus und im Senat von North Carolina. Von 1793 bis 1795 saß er im US-Repräsentantenhaus, wo er den achten Wahlbezirk seines Staates vertrat.
Als im November 1799 Gouverneur William Richardson Davie von seinem Amt zurücktrat, um eine Friedensmission für Präsident John Adams auszuführen, wurde Williams vom Staatsparlament zum neuen Gouverneur von North Carolina gewählt. In den folgenden Jahren wurde er jeweils in seinem Amt bestätigt, bis er das verfassungsgemäße Limit von drei zusammenhängenden Amtszeiten erreicht hatte. Im Jahr 1805 kandidierte er wieder für dieses Amt, unterlag aber Nathaniel Alexander. Zwei Jahre später schaffte er es doch noch einmal, für eine einjährige Amtszeit gewählt zu werden. Als Gouverneur setzte sich Williams für eine Verbesserung des Schulwesens ein. Bemerkenswert ist, dass er John Stanly begnadigte, der den früheren Gouverneur Richard Spaight in einem Duell erschossen hatte.

## Letzte Jahre
Williams letzte Amtszeit endete am 12. Dezember 1808. Danach absolvierte er noch ein Jahr im Senat von North Carolina, ehe er sich aus der Politik zurückzog. Er starb 1814 in seinem Heim im Moore County. Benjamin Williams war mit Elizabeth Jones verheiratet. Das Paar hatte einen Sohn.